# Zahrádka (okres Plzeň-sever)
Zahrádka je obec v okrese Plzeň-sever v Plzeňském kraji. Leží severozápadně od Plzně. Žije v ní 167 obyvatel.

## Historie
První písemná zmínka o vesnici pochází z roku 1379.

## Obyvatelstvo
Při sčítání lidu v roce 1921 zde žilo 144 obyvatel (z toho 63 mužů), z nichž bylo 21 Čechoslováků, 121 Němců a dva cizinci. Všichni se hlásili k římskokatolické církvi. Podle sčítání lidu z roku 1930 měla vesnice 141 obyvatel: třicet Čechoslováků a 111 Němců. Kromě pěti lidí bez vyznání byli římskými katolíky.
| Rok            | 1869 | 1880 | 1890 | 1900 | 1910 | 1921 | 1930 | 1950 | 1961 | 1970 | 1980 | 1991 | 2001 | 2011 | 2021 |
| -------------- | ---- | ---- | ---- | ---- | ---- | ---- | ---- | ---- | ---- | ---- | ---- | ---- | ---- | ---- | ---- |
| Počet obyvatel | 168  | 154  | 139  | 128  | 143  | 144  | 141  | 80   | 62   | 85   | 96   | 80   | 73   | 63   | 43   |
| Počet domů     | 25   | 24   | 25   | 25   | 25   | 25   | 26   | 20   | 14   | 17   | 19   | 23   | 22   | 21   | 21   |

## Obecní správa
Mezi lety 1850–1980 byla Zahrádka obcí v okrese Kralovice (1869–1930), posléze v okrese Plasy (1950) a později v okrese Plzeň-sever. Od 1. července 1980 do 31. prosince 1991 patřila jako část města k Všerubům a od 1. ledna 1992 je opět samostatnou obcí.

### Části obce
- Zahrádka
- Hůrky
- Mostice

### Obecní symboly
Znak a vlajka byly obci uděleny rozhodnutím předsedkyně Poslanecké sněmovny Parlamentu České republiky dne 18. května 2012.